# راین‌کلیف (نیویورک)
راین‌کلیف (به انگلیسی: Rhinecliff) یک منطقهٔ مسکونی در ایالات متحده آمریکا است که در نیویورک واقع شده‌است. راین‌کلیف ۲٫۶۱ کیلومتر مربع مساحت و ۴۲۵ نفر جمعیت دارد و ۱۶٫۷۶ متر بالاتر از سطح دریا واقع شده‌است.